# Гохар
Гохар (ісп. Gójar) — муніципалітет в Іспанії, у складі автономної спільноти Андалусія, у провінції Гранада. Населення — 5297 осіб (2010).
Муніципалітет розташований на відстані близько 370 км на південь від Мадрида, 7 км на південь від Гранади.

## Демографія
Динаміка населення (INE ):

## Галерея зображень

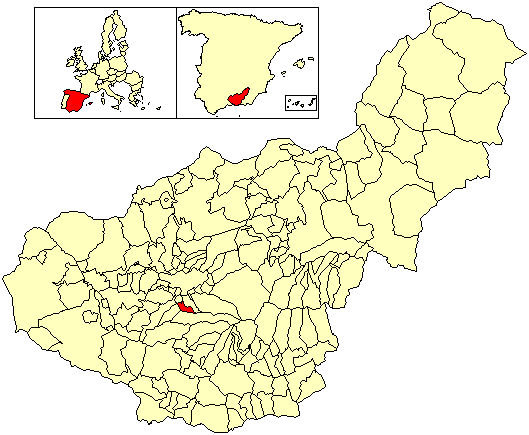
Розташування муніципалітету Гохар у провінції Гранада